# وودورث (داکوتای شمالی)
وودورث(به انگلیسی: Woodworth) شهری در ایالت داکوتای شمالی کشور ایالات متحده آمریکا است که جمعیت آن در سرشماری سال ۲۰۱۰ میلادی، ۵۰ نفر بوده‌است.